# Rafael Coloma
Rafael Coloma (Principat de Catalunya?, segle xvi) fou un compositor i mestre de capella.
Va substituir a Joan Brudieu com a mestre de capella de la seu d'Urgell en dos períodes, del 1586 al 1587 i del 1591 al 1594. Entremig havia estat mestre de capella de Tarragona (1589-1591), i hom el retroba a la seu tarragonina del 1595 al 1600 procedent de la seu de Solsona.
És autor de motets polifònics a quatre veus: Surrexit Pastor Bonus i Dum sacrum convivium.